# Johann Ludolf Bünemann
Johann Ludolf Bünemann (auch Johann Ludolph Buenemann; * 24. Juni 1687 in Calbe (Saale); † 1. Juli 1759 in Hannover) war ein deutscher Klassischer Philologe und Literaturhistoriker.

## Leben
Bünemann erhielt seine erste Ausbildung auf der Calber Schule. Anschließend ging er an die Schule von Salzwedel, dann zur weiteren Schulbildung nach Magdeburg. 1706 nahm er ein Studium an der Universität Halle auf, bevor er 1708 Lehrer am Pädagogium Halle wurde. Er folgte 1712 einem Ruf als Rektor an das Mindener Gymnasium sowie als Bibliothekar an die Mindener Regierungsbibliothek.
Bünemann ging 1739 nach Hannover. Dort wurde er Rektor der Stadtschule Hannover. Er hatte sich zwischenzeitlich Stück für Stück eine Bibliothek mit dem Umfang von etwa 8.000 Bänden erworben, musste aber wieder einen Teil verkaufen, um seine Familie ernähren zu können.
Der Jurist und Schriftsteller August Rudolph Jesaias Bünemann war sein Sohn.

## Werke (Auswahl)
- Doctorum Westphalorum vitae, 3 Bände, 1713–1716.
- De bibliothecis Mindensibus antiquis et novis, occasione actus oratorii, Detleff, Minden 1719.
- Historiam Domus Et Fratrum Praedicatorum Sive Dominicanorum, Templi Paulini, Detleff, Minden 1730.
- Catalogus Msstorum membranaceorum et charteceorum, item librorum, 1732.

Herausgaben
- Sebastian Castellio: Biblia Sacra, Walther, Leipzig 1734.
- Lactantius: Opera Omnia, mit Erläuterungen, 2 Bände, Walther, Leipzig 1739.